# Чемпионат Израиля по волейболу среди женщин
Чемпионат Израиля по волейболу среди женщин — ежегодное соревнование женских волейбольных команд Израиля. Проводится с 1960/61. Организатором чемпионатов является Израильская волейбольная ассоциация.

## Формула соревнований
Чемпионат в премьер-лиге в сезоне 2024/25 включал два этапа — два групповых и плей-офф. На предварительной стадии команды играли в два круга. 8 лучших вышли в плей-офф и по системе с выбыванием определили призёров. Серии матчей плей-офф проводились до двух (в четвертьфинале и полуфинале) и до трёх (в финале) побед одного из соперников.
За победу со счётом 3:0 и 3:1 команды получают 3 очка, 3:2 — 2 очка, за поражение со счётом 2:3 — 1, за поражения 0:3 и 1:3 очки не начисляются.
В чемпионате 2024/25 в премьер-лиге играли 12 команд: «Хапоэль» (Кфар-Сава), «Маккаби» (Ашдод), «Маккаби-Хадера» (Хадера), «Маккаби» (Хайфа), «Эйлабун», «Хапоэль» (Реховот), «Хапоэль-Ирони» (Кирьят-Ата), «Маккаби» (Тель-Авив), «Маккаби» (Раанана), «Маккаби» (Назарет), КК (Тель-Авив), «Маккаби-АОВ» (Ашдод). Чемпионский титул выиграла команда «Маккаби» (Ашдод), победившая в финальной серии «Хапоэль» (Кфар-Сава) 3-0 (3:0, 3:0, 3:0). 3-е место заняла «Маккаби» (Хайфа).

## Чемпионы
| - 1961 «Хапоэль» Эйн Шемер - 1962 «Хапоэль-Нааман» Афула - 1963 «Хапоэль» Кфар-Масарик - 1964 «Хапоэль» Кфар-Масарик - 1965 «Хапоэль» Кфар-Масарик - 1966 «Хапоэль» Ха-Мапил - 1967 «Хапоэль» Ха-Мапил - 1968 «Хапоэль» Ха-Мапил - 1969 «Хапоэль» Ха-Мапил - 1970 «Хапоэль» Ха-Мапил - 1971 «Хапоэль» Эйн Хамифрац - 1972 «Хапоэль» Ха-Мапил - 1973 «Хапоэль» Ха-Мапил - 1974 «Хапоэль» Ха-Оген - 1975 «Хапоэль-Нааман» Афула - 1976 «Хапоэль-Нааман» Афула - 1977 «Хапоэль-Нааман» Афула - 1978 «Хапоэль» Мерхавия - 1979 «Хапоэль-Нааман» Афула - 1980 «Хапоэль» Мерхавия - 1981 «Хапоэль» Мерхавия - 1982 «Хапоэль» Мерхавия - 1983 «Хапоэль-Нааман» Афула - 1984 «Хапоэль-Нааман» Афула - 1985 «Хапоэль-Нааман» Афула - 1986 «Хапоэль-Нааман» Афула - 1987 «Хапоэль» Бат-Ям - 1988 «Хапоэль» Бат-Ям - 1989 «Хапоэль» Мате-Ашер - 1990 «Хапоэль» Мате-Ашер - 1991 «Хапоэль» Бат-Ям - 1992 «Хапоэль» Мате-Ашер - 1993 «Хапоэль» Мате-Ашер | - 1994 «Хапоэль» Мате-Ашер - 1995 «Хапоэль» Мате-Ашер - 1996 «Хапоэль» Кирьят-Ям - 1997 «Хапоэль» Эмек-Хефер - 1998 «Хапоэль» Кирьят-Ям - 1999 «Хапоэль» Кирьят-Ям - 2000 «Хапоэль-Ирони» Кирьят-Ата - 2001 «Хапоэль-Ирони» Кирьят-Ата - 2002 «Хапоэль-Ирони» Кирьят-Ата - 2003 «Хапоэль-Ирони» Кирьят-Ата - 2004 «Хапоэль-Ирони» Кирьят-Ата - 2005 «Раанана» - 2006 «Хапоэль-Ирони» Кирьят-Ата - 2007 «Хапоэль-Ирони» Кирьят-Ата - 2008 «Хапоэль-Ирони» Кирьят-Ата - 2009 «Раанана» - 2010 «Хапоэль-Ирони» Кирьят-Ата - 2011 «Раанана» - 2012 «Хапоэль-Ирони» Кирьят-Ата - 2013 «Хапоэль-Ирони» Кирьят-Ата - 2014 «Хапоэль-Ирони» Кирьят-Ата - 2015 «Хапоэль» Кфар-Сава - 2016 «Маккаби» Хайфа - 2017 «Хапоэль» Кфар-Сава - 2018 «Маккаби» Хайфа - 2019 «Маккаби» Хайфа - 2020 «Хапоэль» Кфар-Сава - 2021 «Хапоэль» Кфар-Сава - 2022 «Маккаби» Хайфа - 2023 «Хапоэль» Кфар-Сава - 2024 «Маккаби» Ашдод - 2025 «Маккаби» Ашдод |